# Saint Menulphe
Cet article concerne le saint. Pour la commune de Saint-Menoux, voir Saint-Menoux.
Saint Menulphe, ou Menoux ou Menou (en latin : Menulphus), serait un fils d’un roi irlandais (ou peut-être anglais ou écossais, voire breton) du VIe siècle. Il fait partie des saints bretons plus ou moins mythiques, non reconnus officiellement par l’Église catholique.

## Sa vie
Venu apparemment d’un endroit incertain des îles Britanniques, mais probablement d’Irlande, et après être passé par la Grande-Bretagne actuelle, Menulphe aurait émigré en Armorique (Bretagne actuelle), probablement sous le règne de Childebert (511-558) et se serait établi à Quimper et aurait refusé une charge d’évêque que lui aurait proposé saint Corentin, alors évêque du diocèse de Cornouaille. Pour d’autres auteurs, il serait devenu évêque de Quimper, succédant à saint Corentin, mais c’est douteux car il n’est pas indiqué comme tel dans les sources les plus anciennes comme le cartulaire de Quimperlé et le cartulaire de Quimper. Il se serait rendu en pèlerinage à Rome et aurait accompli le long de son trajet de nombreux miracles.
Sur le chemin de retour, il se serait arrêté sur les bords de l’Ours, à Mailly-sur-Rose, devenu depuis Saint-Menoux pour se reposer, mais décida finalement d’y rester, menant une vie de prière et de méditation. Tout le pays apprit très vite que le saint anachorète était un envoyé de Dieu, qu’il accomplissait de nombreux miracles, soulageait les malheureux avec une inlassable charité, guérissait les maux des infirmes et des souffreteux. Menulphe est aussi à l’origine de la Légende de la couleuvre.
Il aurait pris sous sa protection un simple d’esprit qui était le souffre-douleur des gens du village. Ce dernier n’arrivant pas à prononcer correctement le nom de « Menulphe » le prononçait de manière simplifiée « Menoux », d’où ce deuxième nom attribué à Menulphe. Après la mort de ce dernier, Blaise, le simple d’esprit, ne comprit pas tout de suite que son protecteur était mort et il passa des jours et des nuits sur la tombe de son ami située initialement dans le cimetière Saint-Germain ; il avait pratiqué un trou dans le cercueil pour pouvoir mieux « communiquer » avec lui. Devant tant d’amour, le curé du village finit par accepter de construire un sarcophage spécial pour respecter le désir de Blaise.

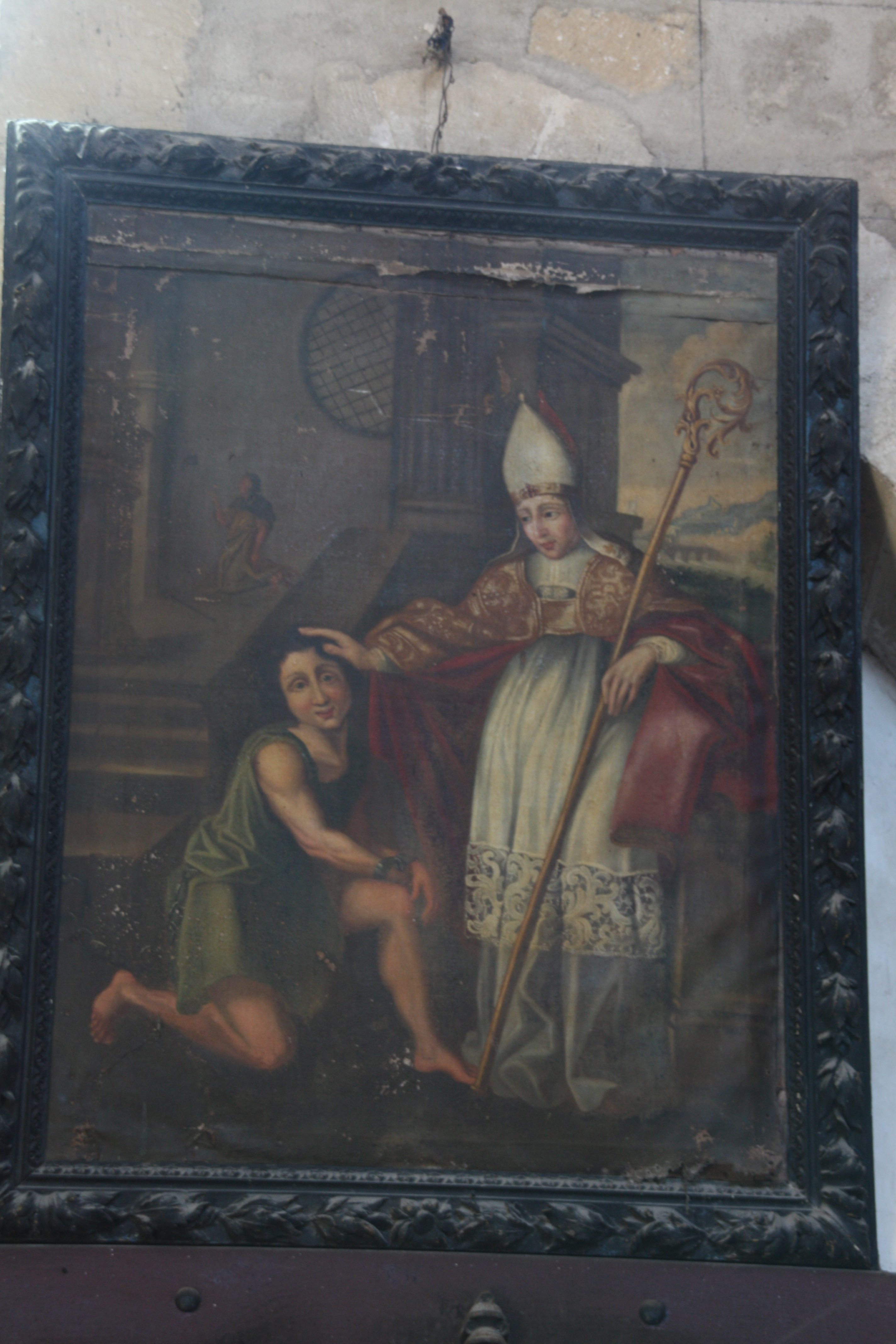
Représentation de saint Menulphus dans l’église romane de Saint-Menoux.

Les miracles qui s’opérèrent sur son tombeau décidèrent vers l’an 1000 l’évêque de Bourges à transporter les ossements de Menulphe vers un autre endroit et à élever au-dessus une église. On suppose que c’est à ce moment que la localité changea de nom pour prendre celui de Saint-Menoux. L’église paroissiale actuelle de Saint-Menoux est une église romane. Une abbaye bénédictine fut construite (abbaye de Saint-Menoux), détruite lors de la Révolution française.
Le sarcophage de saint Menou, qui contient encore les reliques du saint, se trouve actuellement dans l’abside du chœur de l’église de Saint-Menoux. Il s’agit d’un sarcophage mérovingien en grès qui a fait l’objet de divers aménagements au cours des siècles.

## Son culte et ses traces actuellement
- En Bretagne :
  - Dans le calendrier breton, sa fête est le 12 juillet[9] mais ce saint breton n’est que peu honoré en Bretagne, sans doute parce qu’il est mort hors de Bretagne et que ses actions n’y sont pas connues. Quelques toponymes bretons toutefois y font référence : Pont-Menou (commune de Plestin-les-Grèves), le Vau-Meno (nom d’un quartier de Saint-Brieuc (Côtes-d'Armor), Kermeno (nom d’un manoir et d’une famille noble de Bignan (Morbihan) et peut-être Tréminou en Plomeur (Finistère). Il est possible que Saint-Nolff dans le Morbihan, ancienne paroisse du diocèse de Vannes, y fasse aussi référence, le nom latin de Ménulphe étant Menulphus[10]. On le trouverait également à St Molf (44350), dans le pays de Guérande auquel cas ce serait Maidulphus[11] ou plutôt Maiduldus Scotus, le fondateur irlandais du monastère de Malmesbury en Angleterre.

- En Bourbonnais :
  - Le culte de saint Menoux est établi dans tout le diocèse de Bourges[10].

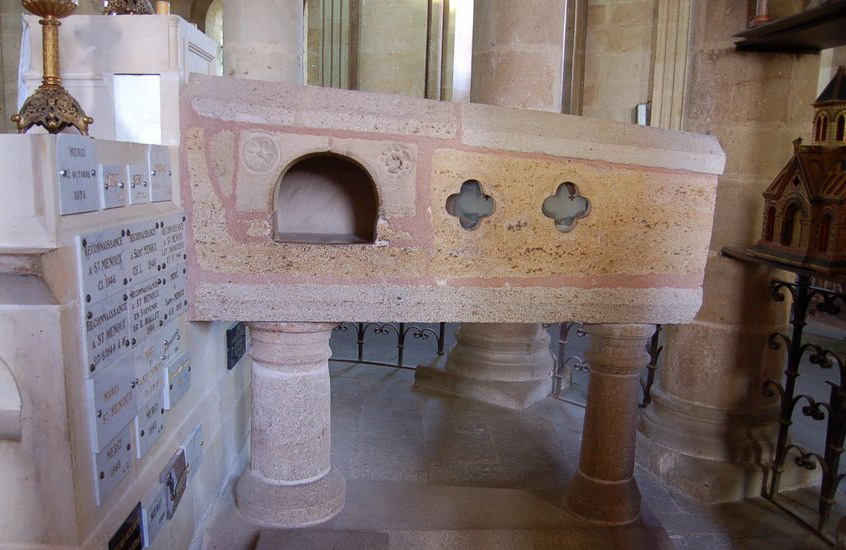
Débredinoire de Saint-Menoux

  - Débredinoire de Saint-MenouxLa débredinoire de Saint-Menoux (Allier) est un trou (fenestella, littéralement « petite fenêtre »[12]) pratiqué dans le sarcophage abritant les restes du saint et permettant d’y passer la tête afin de se faire "débrediner" (du bourbonnais bredin ou berdin), c’est-à-dire guérir les simples d’esprit[13]. La tradition se perpétue et l’on conduit toujours au tombeau de saint Menoux les enfants attardés ou anormaux[4]. Voilà pourquoi saint Menulphe est qualifié par certains comme « l’inventeur de la psychanalyse » !

À la fontaine Saint-Martin, dans le même village, le linge lavé à cette fontaine a la réputation de guérir les dermatoses. C’est à cette fontaine que Menulphe aurait jeté au loin une couleuvre (« Où tu tomberas, couleuvre sera »), le point de chute donnant naissance au village de Couleuvre (Allier).